# Raivo E. Tamm
Raivo E. Tamm (n. 15 iulie 1965, Tallin, RSS Estonă, URSS) este un actor și politician eston. În 2019, Tamm a fost ales membru al celui de-al XIV-lea parlament eston, Riigikogu (ca deputat).

## Biografie și carieră
Este fiul lui Endel Tamm (26 martie 1928 - 22 iunie 2020), mama sa Esta Tamm (născută Käbin) (4 februarie 1931 - 21 august 2016) era din Jõhvi. 
A absolvit în 1984 Școala Gimnazială 32 din Tallinn, iar la Școala Tehnică din Tallinn s-a calificat ca lăcătuș de reparații auto, categoria III.
În 1988, Tamm a absolvit Academia Estonă de Muzică și Teatru (în estonă: Eesti Muusika- ja Teatriakadeemia) cu specializarea actor. În perioada 1988-1993 a fost actor la Teatrul Vanalinnastuudio; între 1994-1999 a fost actor alTeatrului Orașului Tallinn (în estonă: Tallinna Linnateater).

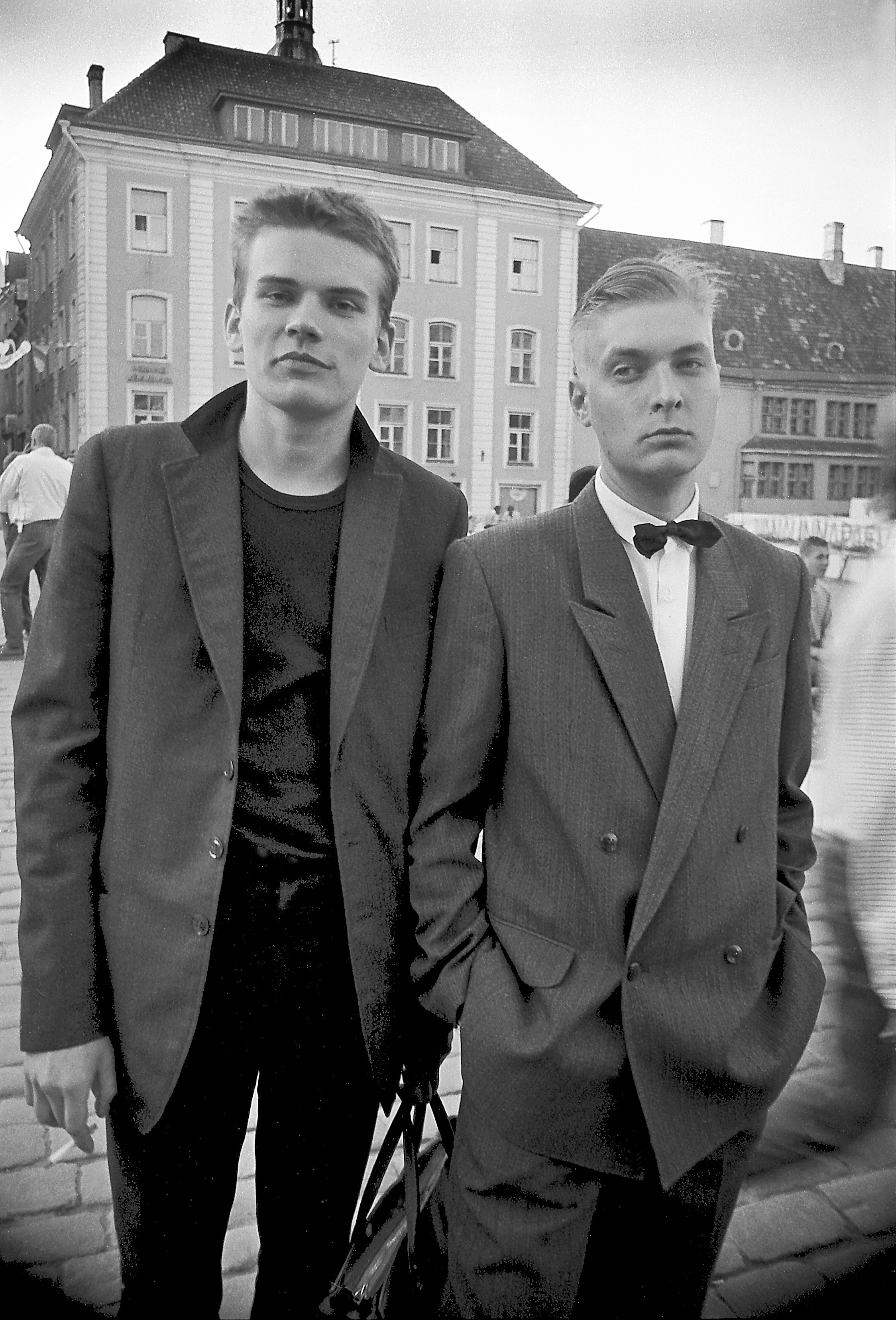
Raivo E. Tamm (dreapta), în vârstă de 21 de ani, și actorul Andres Noormets (stânga), în vârstă de 22 de ani, în 1986

Ca actor de film a apărut în producții ca Regina (Tallinnfilm 1989),  Üks öö (Studioul de Film Odesa, 1990), Vana mees tahab koju (Tallinnfilm 1991), Balti armastuslood (EXIT-film/Filminor 1992), Kuradipisarad ("Łza księcia ciemnoști"; Tallinnfilm/OKO Warszawa 1993), Tallinn pimeduses (EXIT-film/Filmzolfo/Filminor 1993), Kirjad idast (EXIT-film/Beyond Films 1995), Viimane öö (2003), Malev (EXIT-film/Õ-fraktsioon 2005), Stiilipidu (EXIT-film 2005), Kohtumine tundmatuga (ETV 2005), Libahundi needus (ETV 2005), Usaldus (Allfilm/Creative Partnerships Durham Sunderland 2006), Hundi agoonia (RUUT 2006), Zen läbi prügi (RUUT 2007), Sügisball (Kuukulgur Film 2007), Teisel pool ("L'Autre Cote"; Average Monkey/La Voie Lactee 2008), Püha Tõnu kiusamine (Homeless Bob Production 2009), Theodori lugu (BFM 2011), Ellawood (BFM 2012), Seenelkäik (Allfilm 2012), Väljakutse (BFM 2013), Süütu (BFM 2013), Kaardimaja (BFM 2013), Õnneliku lõpuga massaaž (BFM 2013), Pööriöö (BFM 2014), 8 kg (BFM 2015).
Ca actor de  televiziune este cunoscut în primul rând pentru rolul lui Allan Peterson din serialul TV Õnne 13 din 1993. El a mai interpretat rolul barmanului Illari în seria ETV ENSV. De asemenea, a apărut în serialele Kassid (Pisici) (Kanal 2, 2005-06), Kerge elu (Viață ușoară) (TV3, 2013), Tupiktänava mehed (Kanal 2, 2013), „ Kättemaksukontor (Biroul răzbunării) (TV3, 2013), Viimane võmm (Ultimul polițist) (Kanal 2, 2014), Vabad mehed (Bărbați liberi) (TV3, 2015).
A participat la producțiile TV Paradoks (ETV 1989), Kummaline Mrs.Savage (ETV 1990), Londiste õige nimega Vant (ETV 1992), Lapsti lasteteater – Vahva rätsep (ETV 1994-95), Linnapea (1998) sau Minu veetlev Kunder (ETV 2003).
A apărut în serialele Mõnusalt ja muhedalt (Plăcut și ușor) (RTV, 1995), Wigla show (Kanal 2, 1996-97), Professorite talkshow (Talk show-ul profesorilor) (TV3, 1997-98), Miljonär-X (TV3, 1997-98), Rolling Estonians (Kanal 2, 2002), Teeveejahutaja (ETV, 2003-05), Sõidame! (Kanal 2, 2007), Stop! (TV3, 2009–12), Mehed räägivad armastusest (Bărbații vorbesc despre dragoste) (ETV, 2013) și Heeringas Veenuse õlal (Kanal 2, 2013–14).
De asemenea, a fost prezentatorul TV al TV-oksjon (Licitație TV) (Kanal 2, 1998–99), Jürgensonid (ETV, 2001), Baskini anekdoodi akadeemia (TV3, 2006), Palume lavale! (Poftiți pe scenă) (TV3, 2014).
A interpretat roluri de voce în desene animate de televiziune, dar și cinematografice.
Este membru al Asociației de Teatru din Estonia din 1987, membru al Uniunii Actorilor din Estonia din 1993. De asemenea, este membru al consiliului de administrație al ambelor asociații, iar în 2006 a fost președintele consiliului de administrație al Uniunii Actorilor.
Este locotenent și membru al Asociației ofițerilor în rezervă din Estonia din 2004. A obținut o licență de pilot privat în 2003.

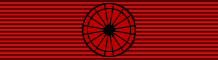
Ordinul Steaua Albă, clasa a IV-a

În 2016 a primit Decorația Ordinul Stelei Albe (Valgetähe teenetemärk), clasa a IV-a, care se acordă ca o recunoaștere a serviciilor și realizărilor în domeniul economic, educațional, științific, cultural sau sportiv sau în alte domenii publice.
În 2017 a primit Premiul pentru umor Oskar Luts, o bursă acordată la Palamuse.
Pe lângă actorie, Tamm a publicat și o carte despre hobby-ul său - conducerea autoturismului: Katselendur Tamm: 44 parimat proovisõitu (Pilot de testare: cele mai bune 44 de teste, 2010), care conține cele mai bune articole despre autoturismul său publicate din 2004.
Din 2019 este membru al partidului Isamaa (Uniunea Pro Patria și Partidul Res Publica).

## Viață personală

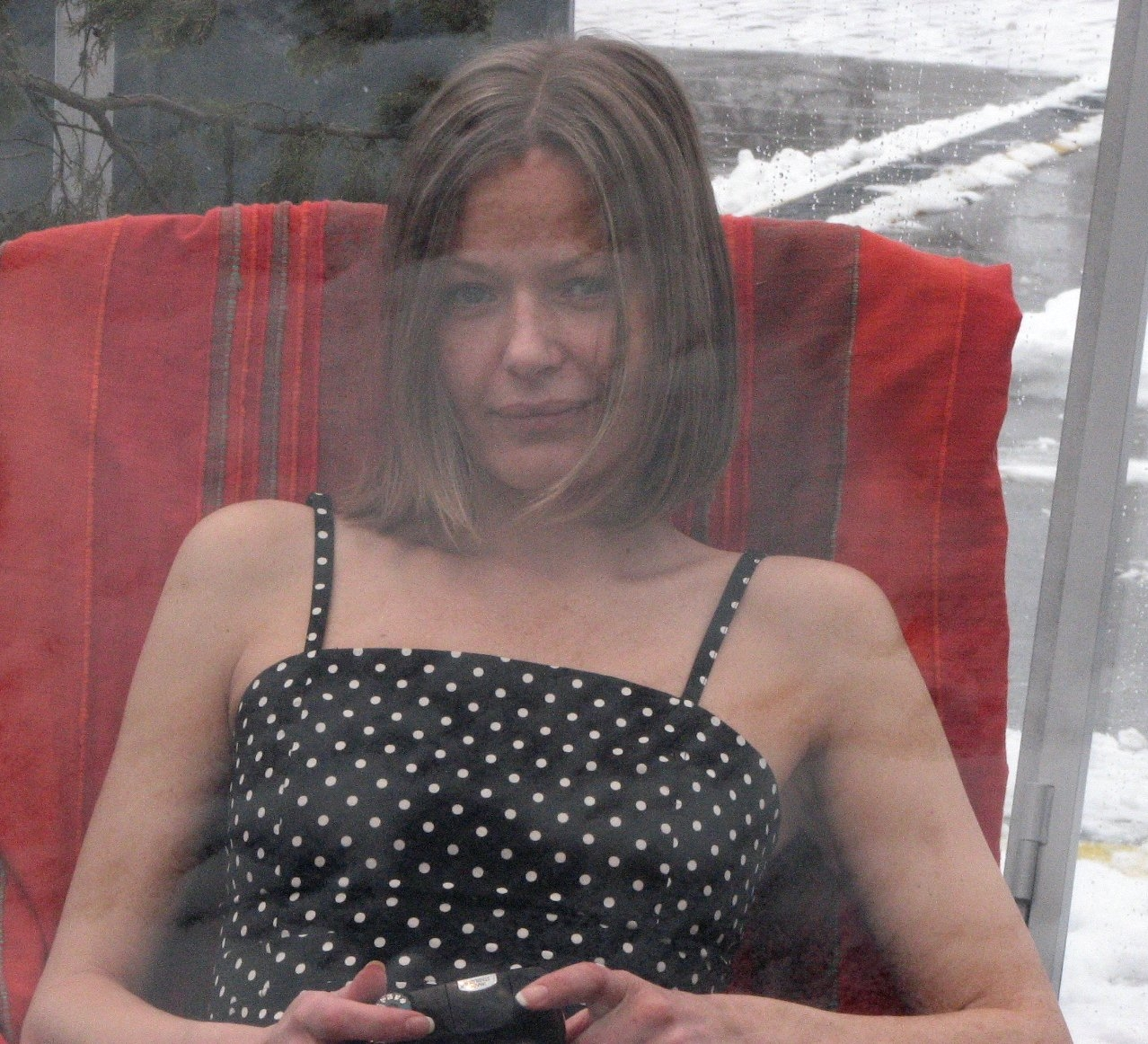
Helena Merzin-Tamm

Tamm a fost căsătorit cu actrița Katariina Unt din 1997 până la divorțul lor din 2003. Cuplul a avut o fiică. Apoi s-a căsătorit cu actrița Külli Palmsaar, cu care a avut o fiică, Johanna. Cuplul a divorțat ulterior. S-a căsătorit apoi cu actrița Helena Merzin, cu care are un copil născut în 2015, Johannes Hermann.

## Filmografie (selecție)
- Õnne 13 (1993–prezent)
- Malev (2005)
- Autumn Ball (2007)
- Püha Tõnu kiusamine (2009)
- Seenelkäik (2012)